# The Blinding EP
The Blinding EP to EP-ka angielskiej grupy Babyshambles wydana w 2006 roku.
The Blinding EP została wydana 4 grudnia 2006 przez wytwórnię Parlophone. Została przyjęta pozytywnie przez recenzentów.
Okładkę zaprojektował wokalista grupy Pete Doherty.

## Lista utworów
Teksty: Pete Doherty, muzyka: Babyshambles.
1. "The Blinding" – 2:59
2. "Love You but You're Green" – 4:35
3. "I Wish" – 2:47
4. "Beg, Steal or Borrow" – 3:07
5. "Sedative" – 4:04